# 蛇首二
蛇首二(网罟座β)是位于网罟座的双星系统，其视星等为3.84 。